# Jean Degraeve
Jean Degraeve, né le 26 juin 1910 à Châlons-sur-Marne (Marne) et mort le 1er avril 1998 dans cette ville, est un homme politique français.

## Biographie
Négociant en machines agricoles, il fut député (UNR) puis Union pour la défense de la République, puis Union des démocrates pour la République de 1958 à 1978. Il eut un temps comme suppléant Charles Eggermann, pionnier de l'enseignement de la natation scolaire.
Conseiller général RPF de 1951 à 1970 et maire de Châlons-sur-Marne de 1965 à 1973. Jean Degraeve a également été membre du Conseil régional de Champagne-Ardenne de 1974 à 1977.
Sa politique urbanistique est contestée car elle entraîne la disparition d'un théâtre du XVIIIe siècle et d'une partie du quartier médiéval. Ce « massacre » de la vieille ville est relaté dans Ouvrez le Massacre de Cabu et Jean-Marie Boëglin, publié aux Éditions du Sagittaire en 1977.
Le parc des expositions de Châlons-en-Champagne, ouvert en 2012, porte son nom.